# Франкфорт (округ Пепін, Вісконсин)
Франкфорт (англ. Frankfort) — місто (англ. town) в США, в окрузі Пепін штату Вісконсин. Населення — 325 осіб (2020).

## Демографія
Згідно з переписом 2010 року, у місті мешкали 343 особи в 139 домогосподарствах у складі 99 родин. Було 190 помешкань
Расовий склад населення:
| - 99,7 % — білих |

До двох чи більше рас належало 0,0 %. Частка іспаномовних становила 0,3 % від усіх жителів.
За віковим діапазоном населення розподілялося таким чином: 21,0 % — особи молодші 18 років, 61,8 % — особи у віці 18—64 років, 17,2 % — особи у віці 65 років та старші. Медіана віку мешканця становила 47,5 року. На 100 осіб жіночої статі у місті припадало 106,6 чоловіків;  на 100 жінок у віці від 18 років та старших — 105,3 чоловіків також старших 18 років.
Середній дохід на одне домашнє господарство  становив 58 899 доларів США (медіана — 49 167), а середній дохід на одну сім'ю — 63 359 доларів (медіана — 50 417). Медіана доходів становила 43 750 доларів для чоловіків та 36 250 доларів для жінок. За межею бідності перебувало 13,2 % осіб, у тому числі 25,8 % дітей у віці до 18 років та 2,2 % осіб у віці 65 років та старших.
Цивільне працевлаштоване населення становило 169 осіб. Основні галузі зайнятості: освіта, охорона здоров'я та соціальна допомога — 23,7 %, сільське господарство, лісництво, риболовля — 18,9 %, виробництво — 13,6 %, будівництво — 11,2 %.